# Ustad Mansur

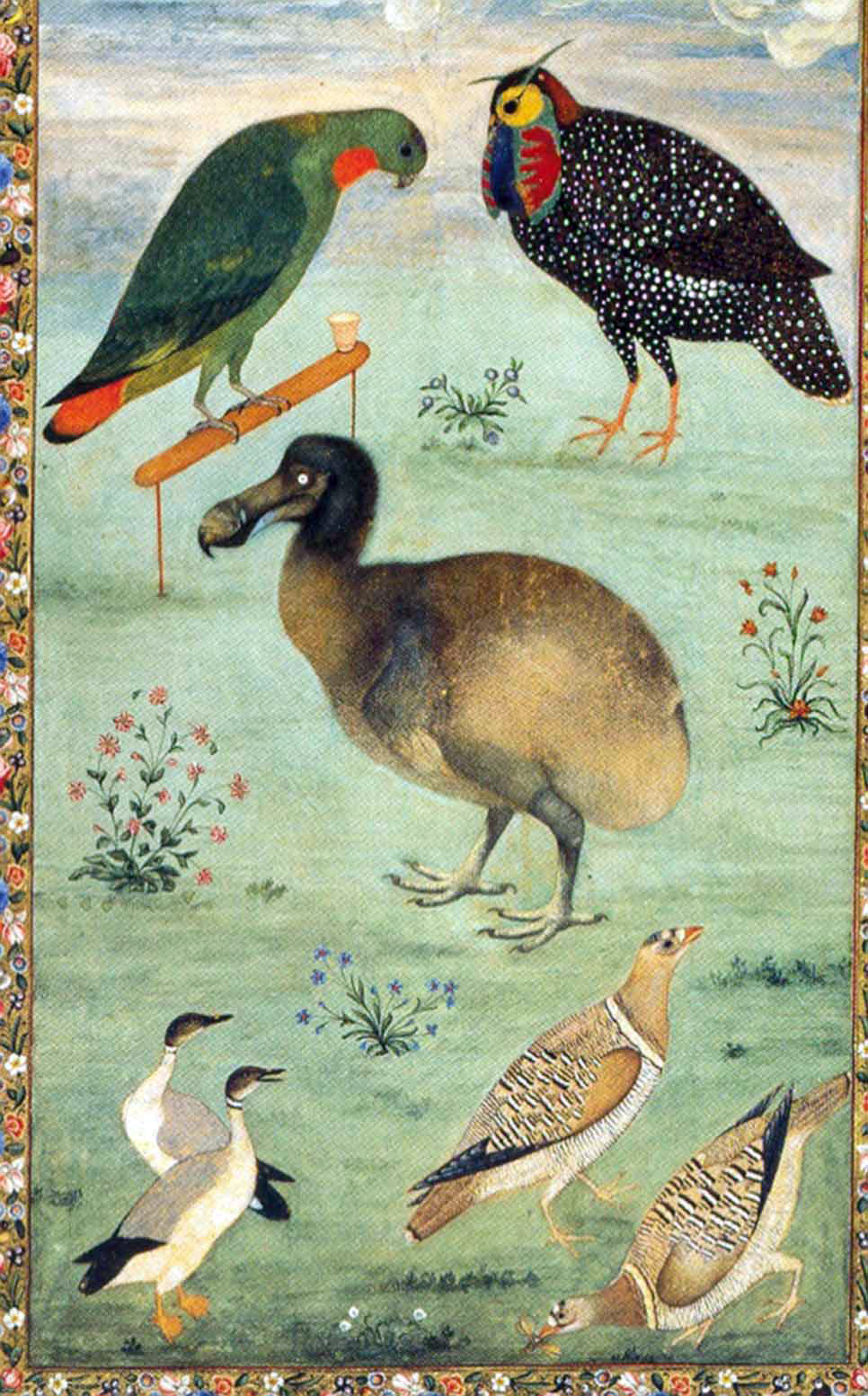
Uma pintura de Mansur feita em 1610 e que retrata um dodô. É umas das poucas imagens coloridas de um dodô feitas baseadas em um exemplar vivo da ave.

Ustad Mansur (floresceu em 1590 - faleceu em 1624) foi um pintor da corte no Império Mogol. Ele ganhou fama durante o reinado do imperador Jahangir (r. 1605-1627), período em que primou em descrever plantas e animais.
Mansur foi o primeiro artista a retratar o dodô em cores, além de ser o primeiro a ilustrar o Leucogeranus leucogeranus. No final do reinado de Akbar, ele ganhou o prefixo de "ustad" (que significa "mestre") e durante o reinado do imperador mogol Jahangir suas obras-primas lhe valeram o título de "Nãdir-al-’Asr" ("Inigualável na época").[carece de fontes?]